# Риста Прендић
Риста Прендић (Алексинац, 1800—1892), био је последњи српски татарин (писмоноша) и дипломатски курир Кнежевине и Краљевине Србије.

## Писмоноше или татари
Под појмом татарин не подразумева се националност, већ је тај назив за државног гласника усвојен зато што су Татари били најбољи, најиздржљивији и најбржи јахачи у то време. Татарин је могао бити неко од државних чиновника, зависно од важности поруке. Већ формирану мрежу и организацију преношења порука за време Османског царства, за време Првог српског устанка преузимају устаници за своје потребе. Тако да Карађорђеви проверени људи постају прве државне писмоноше или татари.

## Биографија
Риста Прендић је рођен у Алексинцу 1800. или 1803. године и важио је за једног од имућнијих грађана. До 1837. године је био лични татарин (писмоноша) кнеза Милоша. У његовој кући, једној од највећих и најлепших, у време када је Алексинац погранична варош, од 1837. до 1855. године се налазило седиште курира енглеског конзула у Београду. Татарску службу за енглеског конзула, на захтев енглеског конзула а по наредби кнеза Милоша, обављао је Риста Прендић. Риста је годинама од Енглеза добијао по 10 дуката месечно за свој поверљив рад. Како је у кући татар Ристе, становао енглески курир то је његова кућа прозвана зградом енглеске поште или "Енглеска кућа". На месту те куће је касније изграђена Алексиначка гимназија.
Риста Прендић је 1867. године, у својој 67. години (што је у то време била дубока старост), донео султаново писмо кнезу Михаилу Обреновићу, да се дозвољава повлачење турске војске из Србије.
Познато је да је имао бројну породицу, са супругом Магдаленом изродио је седморо деце, пет синова: Косту, Љубомира, Јована, Николу и Михајла, и две кћери Анку и Савку.

## Занимљивости
Поред Ристе Прендића, као најпознатијег, најбржег и последњег татара, историја је забележила још неколико татара који су били значајни за пренос писама како због самог значаја вести, тако и због саме брзине.
- Богдан Ђорђевић, прејахао је пут од Цариграда за пет дана да би донео копију Хатишерифа из 1830. године, којим је Србија постала Кнежевина, и за то добио 500 дуката. Једна од улица у Београду носи његово име.
- Лазар Аранђеловић, звани Инџе (на турском: ситно), донео је кнезу Александру Карађорђевићу берат (султанову дозволу) да може да буде кнез у Србији за нешто више од четири дана.
- Стојан Симић, најпре је био татарин кнеза Милоша, касније догурао до члана Правитељствујушчег совјета, ондашње српске владе. Његову кућу је купила држава за двор кнеза Александра Карађорђевића, у који су се касније населили Обреновићи и у коме је династија Обреновића доживела крај (убиство Александра и Драге).